# BSAT-1a
O BSAT-1a foi um satélite de comunicação geoestacionário japonês construído pela Hughes que esteve localizado na posição orbital de 110 graus de longitude leste e era operado pela Broadcasting Satellite System Corporation. O satélite foi baseado na plataforma HS-376 e sua vida útil estimada era de 10 anos. O mesmo ficou fora de serviço em julho de 2010 e foi movido para a órbita cemitério.

## História
Em junho de 1994 aconteceu mais um ponto alto na história da modelo de satélite Hughes HS-376. A Broadcasting Satellite System Corporation (B-SAT) de Tóquio assinou um contrato com a Hughes Space and Communications International, Inc. (HSCI), para comprar dois satélites HS-376, designados de BSAT-1a e BSAT-1b. Os satélites forneciam capacidades de visualização de quatro canais para as casas, antenas pequenas de baixo custo, tornando o sistema BSAT-1 amigo do ambiente, bem como acessível.
Os BSAT-1a e 1b substituíram os dois satélites BS-3 (BS-3a e BS-3b) usados para serviços DBS, incluindo transmissões de teste Hi-Vision, pela NHK, WOWOW, e outros. A Hughes escolheu o foguete Ariane como o veículo de lançamento para o satélite BSAT-1a.  O satélite foi colocado a 110 graus de longitude leste.
O BSAT-1a saiu de serviço em julho de 2010 quando foi transferido para a órbita cemitério .

## Lançamento
O satélite foi lançado com sucesso ao espaço no dia 17 de abril de 1997, por meio de um veículo Ariane-44LP H10-3, lançado a partir do Centro Espacial de Kourou, na Guiana Francesa, juntamente com o satélite Thaicom 3. Ele tinha uma massa de lançamento de 1.236 kg.

## Capacidade e cobertura
O BSAT-1a era equipado com 4 transponders de banda Ku de alta potência para fornecer comunicação de áudio e vídeo para o Japão e regiões próximas.